# Programa Fulbright
O Programa Fulbright (incluindo o Programa Fulbright-Hays) é um programa de bolsas de estudo (Fulbright Fellowships e Fulbright Scholarships), fundado pelo senador J. William Fulbright, e patrocinado pelo Bureau of Educational and Cultural Affairs do Departamento de Estado dos Estados Unidos, governos de outros países e setor privado. O programa foi estabelecido para incrementar a mútua compreensão entre o povo dos Estados Unidos e outros regimes através do intercâmbio de pessoas, conhecimentos e técnicas.

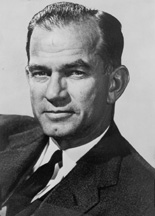
J. William Fulbright, senador criador do programa de bolsas de estudo

O programa foi criado pelos esforços do senador por Arkansas J. William Fulbright, o qual obteve sua aprovação pelo Senado em 1946. É considerado um dos mais prestigiosos programas de incentivo à educação intercultural do mundo e funciona em 144 países. Mais alunos do Fulbright foram agraciados com Prêmios Nobel do que os de qualquer outro programa acadêmico; por exemplo, em 2002 foram dois Nobel.

## Prêmio Fullbright
Criado em 1993, o Prêmio Fulbright para o Entendimento Internacional é uma láurea, com recursos mantidos pela Fundação da Coca-Cola, que premia com 50 mil dólares as personalidades que tenham se destacado pelo entendimento entre cidadãos, culturas ou nações.
Seus agraciados foram:
1. Nelson Mandela - 1993;
2. Jimmy Carter - 1994;
3. Franz Vranitzky - 1995;
4. Corazon Aquino - 1996;
5. Vaclav Havel - 1997;
6. Patricio Aylwin Azocar - 1998;
7. Mary Robinson - 1999;
8. Martti Ahtisaari - 2000;
9. Kofi Annan - 2001;
10. Sadako Ogata - 2002;
11. Fernando Henrique Cardoso - 2003;
12. Colin Powell - 2004;
13. Bill Clinton - 2006;
14. Desmond Tutu - 2008;
15. Melinda e Bill Gates - 2010;
16. Médicos sem Fronteiras - 2012;